# Trochotoma
Trochotoma is een geslacht van uitgestorven weekdieren uit de klasse van de Gastropoda (slakken). Exemplaren van dit geslacht zijn slechts als fossiel bekend.

## Nieuwe naam
- Trochotoma crossei de Folin, 1869 is ondergebracht in een nieuw geslacht met de soortnaam Sinezona cingulata (O. G. Costa, 1861)